# 神岡町立栃洞小学校
神岡町立栃洞小学校 （かみおかちょうりつ とちぼらしょうがっこう）は、かつて岐阜県吉城郡神岡町（現・飛騨市）に存在した公立小学校。

## 概要
- 元は三井財閥の三井鉱山が、神岡鉱山栃洞坑の従業員の社宅[注釈 3]の児童のために設置された私立学校であった。1953年に神岡町に移管され、神岡町立栃洞小学校となる。1947年から1978年までは栃洞中学校を併設し、栃洞小中学校とも称した。
- 神岡鉱山の合理化の影響で児童が減少し廃校。集落も1992年に無人となった。

## 沿革
- 1896年（明治29年） - 三井鉱山の手により、吉城郡阿曽布村大字和佐保字前平に私立神岡尋常小学校が開校。
- 1910年（明治43年） - 私立神岡第一尋常小学校に改称する。
- 1941年（昭和16年）4月1日 - 三井栃洞校に改称する。
- 1947年（昭和22年）4月1日 - 私立栃洞小学校に改称する。
- 1949年（昭和24年）4月1日 - 私立神岡第一小学校に改称する。
- 1951年（昭和26年）5月14日 - 隣接する神岡高等鉱山学校の火災の延焼により、校舎が全焼する。
- 1953年（昭和28年） - 
  - 校舎を再建する。
  - 神岡鉱山が私立学校法による学校法人設置を断念。神岡町に移管され、神岡町立栃洞小学校に改称する。
- 1954年（昭和29年） - 校区が変更され、和佐保地区が麻生野小学校から移る。
- 1983年（昭和58年）3月 - 神岡東小学校に統合され廃校。

## その他
- 三井鉱山が神岡鉱山従業員の児童のために開校した小学校（尋常小学校）は3校存在した。最初に開校した第一尋常小学校が後の栃洞小学校、最後に開校した第三尋常小学校が大津山小学校である。第二尋常小学校は漆山に存在したが、1927年に漆山坑が廃止されたと同時に廃校となっている。